# Поливода, Анатолий Иванович
Анато́лий Ива́нович Поливода (29 мая 1947, Енакиево, Сталинская область — 22 января 2024) — советский баскетболист, олимпийский чемпион 1972 года, чемпион мира 1967 года, трёхкратный чемпион Европы. Заслуженный мастер спорта СССР (1971). Играл за киевский «Строитель» и за сборную СССР.

## Биография
Родился и вырос в Енакиево. Спортом начал заниматься с детства, в 14 лет записался в секцию баскетбола к тренеру Аракчееву. На областном первенстве среди юношеских команд на Анатолия обратил внимание тренер донецкого «Авангарда» Борис Езерский (будущий заслуженный тренер Украины), который уговорил его переехать в Донецк. Когда начал играть в киевском «Строителе», его наставником стал выдающийся тренер Владимир Шаблинский.
В 1972 году 25-летний Поливода стал олимпийским чемпионом на Играх в Мюнхене. В финальном матче 9 сентября против сборной США на площадку не выходил.
Окончил Киевский государственный институт физической культуры (1975), преподаватель физкультуры.
Был дважды женат. Имел двух дочерей. Проживал в городе Миргороде Полтавской области.

### Смерть
Умер 22 января 2024 года. После смерти Поливоды в живых остаются два олимпийских чемпиона Мюнхена по баскетболу — Модестас Паулаускас и Иван Едешко.

## Достижения
- Олимпийский чемпион 1972
- Бронзовый призёр ОИ-68
- Чемпион мира 1967
- Чемпион Европы 1967, 1969, 1971
- Чемпион СССР 1967
- Серебряный призёр чемпионатов СССР 1965, 1966
- Бронзовый призёр чемпионатов СССР 1964, 1970
- Победитель Спартакиады народов СССР 1967

## Награды
- Награждён медалью «За трудовое отличие»
- Орден «За заслуги» III степени (2002)[5]